# Claroline
Claroline es una plataforma de aprendizaje y software colaborativo de código abierto y gratuito. Lleva una licencia GNU y está publicado bajo la licencia de código abierto GPLv2. Permite a cientos de instituciones de todo el mundo (universidades, colegios, asociaciones, empresas...) crear y administrar cursos y espacios de colaboración en línea.
Reutiliza códigos disponibles en la extensa biblioteca del GLP open source. Thomas De Praetere creó Claroline en UCLouvain (Universidad Católica de Lovaina), con la ayuda financiera de Fondation Louvain, Hugues Peeters (quién dio el conocido nombre "Claroline") y Christopher Gesché, financiado por UCL también (Fonds de développement pédagogique). En referencia al logo, muestra el rostro de Calíope, la musa griega de la poesía épica y la elocuencia.

## Una plataforma de código abierto
Se difundió en 36 idiomas, en alrededor de 2000 instituciones en todo el mundo y más de 100 países.
Es distribuida mediante licencia de GNU/GPL. Se ha programado en PHP, además de usar MySQL como sistema gestor de base de datos. Ofrece disponibilidad en plataformas como Linux, Microsoft Windows y macOS, así como en navegadores como Mozilla Firefox, Google Chrome o Internet Explorer.
Existen 2 versiones de esta plataforma:
- Claroline estándar (Versión gratuita Open Source)
- Claroline Connect (Versión de pago)

## Historia de Claroline
El proyecto de la plataforma de Claroline se inició en el año 2000 en el Instituto Universitario de Multimedia (IPM) de la Universidad Católica de Lovaina. Fue creado por Thomas De Praetere, Hugues Peeters y Christophe Gesché, financiado por la Fundación Louvain de la propia Universidad. Con respecto al logotipo, hace referencia al rostro de una musa griega perteneciente a la poesía épica y a la elocuencia, Calíope.
El motivo de la creación de Claroline fue por una mala experiencia con una plataforma comercial. Con su desarrollo, los alumnos y profesores tenían un apoyo en su aprendizaje, partiendo de sus necesidades y basándose en sus experiencias.
En el 2004, el Centro de Investigación y Desarrollo (CERDECAM) perteneciente al Instituto Superior de Ingeniería Belga (ECAM) empezó a participar en el desarrollo de la plataforma de Claroline, gracias a un equipo que fue subvencionado por la Región Valona. Además, un grupo internacional de desarrolladores y profesores contribuyeron en el desarrollo del proyecto.

## Herramientas
Claroline trabaja en el concepto asociado a un curso o espacio de trabajo educativo. En cada espacio de trabajo, el profesor tiene una serie de herramientas para:
- Escribir una descripción del curso.
- Publicar documentos en cualquier formato (texto, PDF, HTML, vídeo, etc.)
- Administrar foros públicos o privados.
- Desarrollar itinerarios de aprendizaje (compatible con SCORM)
- Crear grupos de participantes.
- Ejercicios Compositor (compatible con  IMS / QTI estándar 2)
- Estructurar una agenda con tareas y fechas límite.
- Publicar anuncios (también por correo electrónico)
- Proponer trabajo para hacer en línea.
- Ver las estadísticas de los ejercicios de asistencia y terminación.
- Utilizar un wiki para escribir documentos en colaboración.
- Establecer exámenes, cuestionarios.
- Realizar gamificación o ludificación.[8]
- Llevar a cabo listas de enlaces.[9]

## Principios Pedagógicos
Claroline es una plataforma que se apoya en unos principios de enseñanza-aprendizaje en los que el alumno es el centro de su propio aprendizaje. Su vitalidad se asienta en sus principios pedagógicos, los cuales fundamentaron su desarrollo. Estos principios son:
- Intuitividad. Tanto el alumnado como el profesorado no necesitan un aprendizaje previo para poder empezar a trabajar con Claroline.
- Flexibilidad. El profesor dispone de muchas herramientas para poder organizarse y usarlas según las necesidades que requiera el alumnado.
- Robustez. Las nuevas versiones que tiene la plataforma están probadas antes de ponerlas a disposición del consumidor para evitar posibles errores.

## Ventajas y desventajas

### Ventajas
- Es un poderoso entrenador. Posibilita hacer diferentes pruebas como preguntas de opción múltiple, de selección, emparejamientos, tablas o clasificaciones.[11]
- Ofrece variedad de recursos múltiples. Permite crear contenidos que ayuden a la adquisición de competencias, por ejemplo, vídeos, foros, cuestionarios, o evaluaciones.[11]
- Tiene caminos de aprendizaje. Le proporciona al estudiante seguir un camino lógico y simple a través de las rutas de aprendizaje con contenidos.[11]
- Es un gestor de habilidades. Permite crear repositorios de habilidades, los cuales, se pueden enlazar a los cursos o personas, para ver la evolución de esas habilidades.[11]
- Es una plataforma abierta y sencilla.[12]
- Permite conformar cada sector, para conseguir aspectos y estilos personalizados y flexibles.[12]
- Posibilita administrar cursos virtuales en entornos de aprendizaje en línea de forma rápida.[12]

### Desventajas
- Es poco modificable.[12]
- No se pueden exportar los cursos.[12]
- Tiene escasos módulos y pocos plugins para descargar.[12]
- Las personalizaciones son un poco difíciles.[12]
- La comunidad de los usuarios españoles es reducida.[8]

## Conferencia Anual de Usuarios Claroline (ACCU)
Para suscitar el uso y desarrollo de Claroline, fomentar que sus colaboradores se relacionen y mantener el proyecto, la comunidad de Claroline se reúne cada año en la Conferencia Anual de Usuarios Claroline (ACCU). Esta otorga la oportunidad de conocer a los usuarios y desarrolladores de diferentes países y otros contextos de uso de Claroline, de compartir sus experiencias y logros y de debatir sobre las próximas versiones de la misma. La primera conferencia se celebró los días 22 y 23 de mayo de 2006 en Louvain-la-Neuve, y después se han ido celebrando en otras ciudades como Vigo, donde nació el consorcio Claroline, Lyon, Saïdia y Chaingy.
Cada conferencia realizada trata sobre unos temas en concreto, preocupaciones de usuarios, futuras versiones de Claroline, una comprensión técnica o pedagógica más profunda de la misma, la innovación educativa o los diversos usos de la plataforma.

## La UNESCO honra a Claroline
El Consorcio Claroline recibió en 2007 un galardón de la Unesco, el premio del rey Hamad bin Isa Al Jalifa por la utilización de las tecnologías de la información y la comunicación en la educación. Debido a ello el vicerrector de nuevas tecnologías y calidad, consideró el premio como una garantía al uso de un software libre que puede ser accesible por todos y que no va a terminar en una empresa de tipo comercial.

## Actual versión de Claroline
La plataforma lanzó, en 2018, su última versión de Claroline, denominándola como versión 12. Esta última versión está caracterizada por:
- Mejorar la accesibilidad, haciéndola 100% accesible a todos los medios. Además, la accesibilidad también resulta un punto fuerte, pues ha sido adaptada a personas con discapacidad visual.
- Plataforma coherente e intuitiva. Ahora, la interfaz se ha vuelto coherente en cuanto a código y uso. Para ello, se ha diseñado un tutorial en tiempo real que permite la exploración guiada de la plataforma.
- Proporcionar estabilidad a largo plazo.
- Diseño atractivo. Claroline ha recibido un cambio de imagen, siendo ahora más atractiva.
- La plataforma siempre ha estado orientada al uso en la educación. Con esta versión se ha producido un avance en cuanto a los entornos que pueden hacer uso de ella, centrándose también en el mundo laboral.

## Presente y futuro Claroline
Actualmente una gran cantidad de estudiantes de la Universidad de Vigo, utilizan la plataforma Claroline a diario a través del Programa Tema. Este programa tiene la función de ser un complemento virtual para la enseñanza presencial, facilitando a los docentes tramitar los contenidos de sus asignaturas, utilizando las herramientas que proporciona la plataforma. 
En un futuro se incorporará multimedia con clases de audio y vídeo clase en colaboración con UvigoTV, además de un sistema de intercomunicación entre docente/alumno. Con ello se pretende captar una gran cantidad de usuarios que no necesariamente deben tener grandes habilidades para usar esta plataforma. 
Al igual que se está llevando a cabo en la universidad de Vigo, se está haciendo uso de esta plataforma en otros lugares del mundo, puesto que es una herramienta desconocida pero cada vez más se está haciendo uso de ella.